# 키아라 아드바니
키아라 아드바니(힌디어: किरारा आडवाणी, 영어: Kiara Advani, 1992년 7월 31일 ~ )는 인도의 배우, 모델이다. 배우 주히 차울라가 이모이다.

## 출연 작품
- 유죄 - 난키 두타 역